# 钻叶火绒草
钻叶火绒草（学名：Leontopodium subulatum）为菊科火绒草属的植物，是中国的特有植物。分布在中国大陆的四川、云南等地，生长于海拔2,500米至2,900米的地区，一般生长在砾石坡地、高山、亚高山荒原、草甸和针叶林处缘。

## 异名
- Leontopodium subulatum (Franch.) Beauv. var. bonatii (Beauv.) Hand.-Mazz.